# 第69回国家映画賞
第69回国家映画賞（だい69かいこっかえいがしょう、69th National Film Awards）は、インドの映画賞。2021年のインド映画を対象としており、今回から映画祭事務局の機能を引き継いだインド国立映画開発公社が主催団体となった。授賞式は2022年5月3日に開催される予定だったが、COVID-19パンデミックの影響を受けて延期されていた。その後、2023年8月24日に情報・放送省から受賞者が発表され、10月17日にニューデリーのヴィギャン・バワンで授賞式が執り行われた。

## 選考過程
2023年3月31日にインド国立映画開発公社がオンライン上でのエントリー募集を開始し、5月10日にエントリーが締め切られた。映画部門のエントリー対象は2021年1月1日から12月31日までの期間に中央映画認証委員会から認証を受けた長編映画と短編映画であり、書籍部門のエントリー対象は同期間中に発行された新聞・雑誌・ジャーナルに掲載された映画記事・評論、及び刊行された書籍となっている。また、映画部門では吹替版・改訂版・複製版、書籍部門では翻訳版・抄訳版・編集版・注釈・再版本は対象外となっている。
長編映画部門と非長編映画部門では16ミリフィルム、35ミリフィルム及びそれよりもフィルム幅の広いフィルムゲージまたはデジタル・フォーマットで撮影された作品、劇場または家庭で観賞できるOTTサービスで公開されたインドの言語で製作された作品が選考対象となっている。また、エントリー作品は中央映画認証委員会によって長編映画・ドキュメンタリー映画・ニュース映画・ノンフィクション映画として認証を受ける必要がある。

## 受賞結果

### ダーダーサーヘブ・パールケー賞
最高賞であるダーダーサーヘブ・パールケー賞は、インド映画界の著名人5名で構成される選考委員会によって選出される。
選考委員
| • アシャ・パレク               |
| • チランジーヴィ               |
| • パレーシュ・ラーワル         |
| • シェーカル・カプール         |
| • プロセンジット・チャタルジー |

| 賞                             | 画像 | 受賞者                 | 職業 | 賞金        |
| ------------------------------ | ---- | ---------------------- | ---- | ----------- |
| ダーダーサーヘブ・パールケー賞 |      | ワヒーダー・ラフマーン | 女優 | 100万ルピー |

### 長編映画部門

#### 金蓮賞（長編映画部門）
| 賞                                      | 作品                       | 言語                  | 受賞者                                                        | 賞金           |
| --------------------------------------- | -------------------------- | --------------------- | ------------------------------------------------------------- | -------------- |
| 長編映画賞                              | Rocketry: The Nambi Effect | タミル語 ヒンディー語 | 監督：R・マーダヴァン                                         | 25万ルピー     |
| 監督賞                                  | Godavari                   | マラーティー語        | ニキル・マハージャン                                          | 25万ルピー     |
| 健全な娯楽を提供する大衆映画賞          | RRR                        | テルグ語              | プロデューサー：D・V・V・ダナイヤ 監督： S・S・ラージャマウリ | 20万ルピー     |
| 児童映画賞                              | Gandhi & Co.               | グジャラート語        | プロデューサー：MDメディア・グループ 監督：マニーシュ・サイニ | 15万ルピー     |
| インディラ・ガンディー賞 新人監督作品賞 | Meppadiyan                 | マラヤーラム語        | プロデューサー：ウンニ・ムクンダン 監督：ヴィシュヌ・モーハン | 12万5000ルピー |

#### 銀蓮賞（長編映画部門）
| 賞                                              | 作品                       | 言語              | 受賞者                                                                                 | 賞金         |
| ----------------------------------------------- | -------------------------- | ----------------- | -------------------------------------------------------------------------------------- | ------------ |
| ナルギス・ダット賞 国民の融和に関する長編映画賞 | カシミール・ファイルズ     | ヒンディー語      | プロデューサー：アビシェーク・アグルワール・アーツ 監督：ヴィヴェーク・アグニホトリ    | 各15万ルピー |
| 環境保護に関する映画賞                          | Aavasavyuham               | マラヤーラム語    | プロデューサー：クリシャーンド・R・K 監督：クリシャーンド・R・K                        | 各15万ルピー |
| その他の社会問題に関する映画賞                  | Anunaad - The Resonance    | アッサム語        | プロデューサー：アッサム州映画（金融&開発）公社 監督：リーマー・ボラー                 | 各15万ルピー |
| 主演男優賞                                      | プシュパ 覚醒              | テルグ語          | アッル・アルジュン                                                                     | 5万ルピー    |
| 主演女優賞                                      | ガングバイ・カティヤワディ | ヒンディー語      | アーリヤー・バット                                                                     | 各5万ルピー  |
| 主演女優賞                                      | Mimi                       | ヒンディー語      | クリティ・サノン                                                                       | 各5万ルピー  |
| 助演男優賞                                      | Mimi                       | ヒンディー語      | パンカジ・トリパーティー                                                               | 5万ルピー    |
| 助演女優賞                                      | カシミール・ファイルズ     | ヒンディー語      | パラヴィ・ジョーシー                                                                   | 5万ルピー    |
| 子役賞                                          | エンドロールのつづき       | グジャラート語    | バヴィン・ラバリ                                                                       | 5万ルピー    |
| 男性プレイバックシンガー賞                      | RRR                        | テルグ語          | カーラ・バイラヴァ「Komuram Bheemudo」                                                 | 5万ルピー    |
| 女性プレイバックシンガー賞                      | Iravin Nizhal              | タミル語 テルグ語 | シュレヤ・ゴシャル「Mayava Chayava」                                                   | 5万ルピー    |
| 撮影賞                                          | Sardar Udham               | ヒンディー語      | アヴィーク・ムコパディヤイ                                                             | 5万ルピー    |
| 脚本賞（オリジナル脚本）                        | Nayattu                    | マラヤーラム語    | シャシ・カビール                                                                       | 5万ルピー    |
| 脚本賞（脚色）                                  | ガングバイ・カティヤワディ | ヒンディー語      | サンジャイ・リーラー・バンサーリー ウトカルシニ・ヴァシシュタ                          | 5万ルピー    |
| 脚本賞（台詞）                                  | ガングバイ・カティヤワディ | ヒンディー語      | ウトカルシニ・ヴァシシュタ プラカーシュ・カパーディヤー                                | 5万ルピー    |
| 音響賞（ロケーション録音技師）                  | Chavittu                   | マラヤーラム語    | アルン・アショーク ソーヌー・K・P                                                      | 5万ルピー    |
| 音響賞（音響技師）                              | Jhilli                     | ベンガル語        | アニーシュ・バース                                                                     | 5万ルピー    |
| 音響賞（再録音技師）                            | Sardar Udham               | ヒンディー語      | シノイ・ジョゼフ                                                                       | 5万ルピー    |
| 音楽監督賞（歌曲）                              | プシュパ 覚醒              | テルグ語          | デーヴィ・シュリー・プラサード                                                         | 5万ルピー    |
| 音楽監督賞（背景音楽）                          | RRR                        | テルグ語          | M・M・キーラヴァーニ                                                                   | 5万ルピー    |
| 編集賞                                          | ガングバイ・カティヤワディ | ヒンディー語      | サンジャイ・リーラー・バンサーリー                                                     | 5万ルピー    |
| 美術賞                                          | Sardar Udham               | ヒンディー語      | ドミドリー・マリッヒ＝コンコフ マンシ・ドルヴ・メーヘター                              | 5万ルピー    |
| 衣装デザイン賞                                  | Sardar Udham               | ヒンディー語      | ヴィーラ・カプール・イー                                                               | 5万ルピー    |
| メイクアップアーティスト賞                      | ガングバイ・カティヤワディ | ヒンディー語      | プリーティシール・シン・デソウザ                                                       | 5万ルピー    |
| 作詞賞                                          | Konda Polam                | テルグ語          | チャンドラボース「Dham Dham Dham」                                                     | 5万ルピー    |
| 特殊効果賞                                      | RRR                        | テルグ語          | V・スリニヴァス・モハン                                                                | 5万ルピー    |
| 振付賞                                          | RRR                        | テルグ語          | プレム・ラクシータ「ナートゥ・ナートゥ」                                               | 5万ルピー    |
| アクション監督賞                                | RRR                        | テルグ語          | キング・ソロモン                                                                       | 5万ルピー    |
| 審査員特別賞                                    | シェールシャー             | ヒンディー語      | プロデューサー：カラン・ジョーハル、ダルマ・プロダクション 監督： ヴィシュヌヴァルダン | 各20万ルピー |
| 特別賞                                          | ラストファーマー           | タミル語          | ナランディ                                                                             | 賞状のみ     |
| 特別賞                                          | Jhilli                     | ベンガル語        | アランヤー&ビーダン                                                                    | 賞状のみ     |
| 特別賞                                          | Home                       | マラヤーラム語    | インドランス                                                                           | 賞状のみ     |
| 特別賞                                          | Anur                       | アッサム語        | ジャハーナラ・ベーグム                                                                 | 賞状のみ     |

#### 地域賞
インド各州で製作された言語映画を表彰する賞。受賞対象はインド憲法の憲法第8附則でインドの公用語とされている言語で製作された地域映画に限定され、指定されていない言語で製作された映画は対象外となっている。
| 賞                       | 作品                 | 受賞者 | 受賞者                                        | 賞金         |
| 賞                       | 作品                 | プロデューサー | 監督                                          | 賞金         |
| ------------------------ | -------------------- | --- | --------------------------------------------- | ------------ |
| アッサム語長編映画賞     | Anur                 | ゴーペンドラ・モーハン・ダース | マンジュル・バールア                          | 各10万ルピー |
| ベンガル語長編映画賞     | Kalkokkho            | アンジャン・ボース | ラージディープ・ポール サルミシュタ・マイティ | 各10万ルピー |
| グジャラート語長編映画賞 | エンドロールのつづき | パン・ナリン ディール・モーマーヤー シッダールト・ロイ・カプール マルク・ドゥアル | パン・ナリン                                  | 各10万ルピー |
| ヒンディー語長編映画賞   | Sardar Udham         | ロニー・ラヒリ、シェール・クマール | シュージット・シルカル                        | 各10万ルピー |
| カンナダ語長編映画賞     | チャーリー           | G・S・グプタ ラクシット・シェッティ | キランラージ・K                               | 各10万ルピー |
| マイティリー語長編映画賞 | Samanantar           | ニラージ・クマール・ミシュラー アトゥル・パーンデー | ニラージ・クマール・ミシュラー                | 各10万ルピー |
| マラヤーラム語長編映画賞 | Home                 | ヴィジャイ・バーブ | ロージン・トーマス                            | 各10万ルピー |
| マニプリ語長編映画賞     | Eikhoigi Yum         | ローミー・メイテイ チングスバム・シェータル | ローミー・メイテイ                            | 各10万ルピー |
| マラーティー語長編映画賞 | Ekda Kaay Zala       | サリール・クルカルニー シッダールト・マハーデーヴァン ソウミル・シュリンガルプル シッダールト・キンヴァサーラー ソウメンドゥ・クベル、アルンダティ・ダティ アヌープ・ニムカル ニティン・プラカーシュ・ヴァイディヤ | サリール・クルカルニー                        | 各10万ルピー |
| オリヤー語長編映画賞     | Pratikshya           | アヌパム・パトナーイク | アヌパム・パトナーイク                        | 各10万ルピー |
| タミル語長編映画賞       | ラストファーマー     | M・マニカンダン | M・マニカンダン                               | 各10万ルピー |
| テルグ語長編映画賞       | Uppena               | Y・ナヴィーン Y・ラヴィ・シャンカル | ブッチ・バーブ・サーナー                      | 各10万ルピー |

### 非長編映画部門

#### 金蓮賞（非長編映画部門）
| 賞               | 作品         | 言語                        | 受賞者                     | 賞金       |
| ---------------- | ------------ | --------------------------- | -------------------------- | ---------- |
| 非長編映画賞     | Ek Tha Gaon  | ガルワーリー語 ヒンディー語 | シュリシュティ・ラーケーラ | 15万ルピー |
| 非長編映画監督賞 | Smile Please | ヒンディー語                | バクル・マティヤニ         | 15万ルピー |

#### 銀蓮賞（非長編映画部門）
| 賞                            | 作品                                              | 言語                             | 受賞者 | 賞金          |
| ----------------------------- | ------------------------------------------------- | -------------------------------- | --- | ------------- |
| 非長編映画新人監督賞          | Paanchika                                         |                                  | アンキット・コータリー | 7万5000ルピー |
| 伝記映画賞                    | Rukhu Matir Dukhu Majhi                           | ベンガル語                       | プロデューサー：ソームナート・モンダル 監督：ソームナート・モンダル                                                            | 各5万ルピー   |
| 文化・芸術映画賞              | T.N. Krishnan Bow Strings to Divine               |                                  | | 5万ルピー     |
| 科学技術映画賞                | Ethos of Darkness                                 |                                  | 監督：アヴィジット・バナルジー                                                                                                 | 5万ルピー     |
| 環境保護映画賞                | Munnam Valavu                                     |                                  | R・S・プラディープ | 5万ルピー     |
| 広告映画賞                    | Endangered Heritage‘Warli Art’                    |                                  | | 5万ルピー     |
| 社会問題に関する映画賞        | Mithu Di                                          | 英語                             | アシーム・クマール・シンハー                                                                                                   | 15万ルピー    |
| 社会問題に関する映画賞        | Three Two One                                     | マラーティー語 ヒンディー語      | ヒマーンシュ・プラジャーパティ                                                                                                 | 15万ルピー    |
| 教育映画賞                    | Sirpigalin Sirpangal                              | タミル語                         | プロデューサー：KKVメディア・ベンチャー 監督：B・レーニン                                                                      | 各5万ルピー   |
| 人類学・民族学映画賞          | Fire on Edge                                      |                                  | プラナブ・ジョーティ・デーカー                                                                                                 | 各5万ルピー   |
| 冒険映画賞                    | Ayushman                                          | 英語 カンナダ語                  | プロデューサー：マシュー・ヴァルゲーゼ、ディネーシュ・ラージクマール・N、ナヴィーン・フランシス 監督：ジェイコブ・ヴァルゲーゼ | 各5万ルピー   |
| 調査映画賞                    | Looking for Challan                               | 英語                             | プロデューサー：IGNCA 監督：バーッピ・レイ                                                                                     | 各5万ルピー   |
| 非長編アニメ映画賞            | Kandittundu                                       | マラヤーラム語                   | プロデューサー：スタジオ・イークサウルス・プロダクション 監督：アディティ・クリシュナダース                                    | 各5万ルピー   |
| 短編フィクション映画賞        | Dal Bhat                                          | グジャラート語                   | プロデューサー：ニミル・シャー 監督：ニミル・シャー                                                                            | 各5万ルピー   |
| 家族福祉に関する非長編映画賞  | Chand Saanse                                      | ヒンディー語                     | プロデューサー：チャンドラカント・クルカルニー 監督：プラティマ・ジョーシー                                                    | 各5万ルピー   |
| 撮影賞                        | Pataal-Tee                                        | ボーティヤ語                     | ビットゥ・ラーワト | 各5万ルピー   |
| 音響賞                        | Ek Tha Gaon                                       | ガルワーリー語 ヒンディー語      | 再録音技師：クリシュナンニ・N・R                                                                                               | 5万ルピー     |
| ロケーション音響技師賞        | Meen Raag                                         | ラージャスターン語               | 再録音技師：スルチ・シャルマ                                                                                                   | 5万ルピー     |
| 編集賞                        | If Memory Serves Me Right                         | 英語                             | アブロー・バナルジー | 5万ルピー     |
| 音楽監督賞                    | Succulent                                         | ヒンディー語 英語 マラーティー語 | イシャーン・ディーヴァチャ | 5万ルピー     |
| ナレーション/ボイスオーバー賞 | Hati Bondhu                                       | 英語 アッサム語                  | クラダ・クマール・バッタチャルジー                                                                                             | 5万ルピー     |
| 審査員特別賞                  | Rekha                                             | マラーティー語                   | シェーカル・バープ・ランカンベー                                                                                               | 10万ルピー    |
| 特別賞                        | Baale Bangara Karuvarai The Healing Touch Ek Duaa |                                  | アニルッダー・ジャトカル シュリカーント・デーヴァ シュウェタ・クマール・バース ラーム・クマール・ムカルジー                    | 賞状のみ      |

### 映画批評部門

#### 金蓮賞（映画批評部門）
| 賞         | 書籍                                                          | 言語 | 受賞者                       | 賞金          |
| ---------- | ------------------------------------------------------------- | ---- | ---------------------------- | ------------- |
| 映画書籍賞 | Music by Laxmikant Pyarelal: The Incredibly Melodious Journey | 英語 | ラージーヴ・ヴィジャヤカール | 7万5000ルピー |
| 映画批評賞 | N/A                                                           |      | プルショーッタマ・チャルユル | 7万5000ルピー |

#### 特別賞（映画批評部門）
| 賞     | 書籍 | 言語 | 受賞者                     | 賞金     |
| ------ | ---- | ---- | -------------------------- | -------- |
| 特別賞 | N/A  |      | スブラマニヤ・バンドゥール | 賞状のみ |